# Bright Eyes (singel Blind Guardian)
Bright Eyes – singel zespołu Blind Guardian wydany tylko w Japonii. Ma taką samą okładkę jak kolejny singel grupy – Mr. Sandman, ale nieco inną listę utworów.

## Utwory
1. Bright Eyes – 4:05
2. Mr. Sandman – 2:11
3. Hallelujah (cover Deep Purple) – 3:18
4. Imaginations from the Other Side – 7:14
5. A Past and Future Secret – 3:36